# 苏家埠战役
苏家埠战役是发生在第一次国共内战期间的一次战役。由中国共产党领导的红四方面军为应对国军在皖西以苏家埠为枢纽的六安至霍山的防线发动的战役。

## 战役背景
红四方面军在取得商潢战役的胜利后，在固始地区稍作休整后，为了巩固和扩大皖西根据地，留第12师在鄂豫边区外，总指挥部率主力部队第10、11师挺进皖西，并在独山与第73师会师。皖西以12个团的兵力布防在六安至霍山一线。红军因其防线与后方空隙较大，决定采用围点打援的办法，发动本次战役。

## 战前部署
国军岳盛瑄第46师（第136、137、138旅）全部、第55师第163旅和警1、2旅共计12个团部署在六安与霍山之间以苏家埠为枢纽的防线上。其中第46师师部率一个旅和两个团驻防六安，第137旅的一个团驻防马家庵，警2旅的一个团驻防韩摆渡。第138旅全部和第136旅师部以及其一个团驻扎在苏家埠，而136旅的另一团驻防青山店，警2旅驻防霍山。此外第55师的另两个旅、第56、7师分别部署与合肥、潜山、蚌埠，均据防线较远。
红军根据这一部署，决定分割包围苏家埠和青山店的国军，伺机消灭六安的援兵。

## 战役过程
1932年3月21日夜，方面军总指挥部率第第10、11、73师迅速突击，其中第73师包围了青山店，其余部队向北进军。第11师在行军途中与苏家埠增援青山店的两个团相遇，红军歼其一营，打退援军，并乘胜追至苏家埠并包围。第11师进至韩摆渡，将此地国军击溃。六安派出第137旅和警1旅各一团反扑，结果被第10、11师夹击。第137旅第274团被围困在韩摆渡，而警2旅的一团退入苏家埠。将国军的6000余人包围在青山店、苏家埠等地。安徽省主席陈调元为解围，急调警2旅增援，被歼灭2个团，剩余部队和从青山的突围出来的部队集结在苏家埠以北的韩摆渡。3月31日，第46师组织部队从六安和霍山南北对进。其中六安方面的部队被红军消灭一个团后，其一部撤入韩摆渡，另一部随师部退至六安。而霍山方向的警1旅也被红军打退。
四月下旬，蒋介石任命第7师师长厉式鼎为皖西剿共总指挥，组织15个团近2万人的兵力从合肥大举增援。红军总指挥部决定留下少量部队继续围困苏家埠和韩摆渡的国军，而主力部队东进，以第73师在樊通桥正面阻击，第10、11师分别从左右两翼迂回包抄，经过两日的激战，国军的增援部队悉数被歼，而此时苏家埠和韩摆渡的国军知救援无望无法突围，弃械投降。

## 战果及影响
此次战役红军共歼灭国军1万余人，俘虏包括剿共总指挥厉式鼎和五个旅长以及12个团长共2万余人。缴获步枪1.5万支，机枪250挺，山炮4门，迫击炮40门，电台5部，手提驳壳枪1000余支。此次战役是红四方面军成立以来获得的最大一次胜利。
红军此次胜利是成功运用了围点打援的战术，将位于防线上的各个部队逐个击破，围困苏家埠等地的国军长达四十余日，引来大量的增援。并且以逸待劳，采取迂回包抄之术，消灭了援军，挫伤被围困的国军的士气，促使其投降。
在现在的苏家埠镇以北的三拐地，立有“苏家埠战役旧址”纪念碑，为当时庆功大会之地。另在镇东南的朱家大院曾是此次战役的指挥部，现为苏家埠战役陈列馆。

## 脚注
1. ↑  《中国工农红军第四方面军战史》p159
2. 1 2 3 4  《中国工农红军第四方面军战史》p160
3. 1 2 3  《中国人民解放军全史·中国人民解放军战斗战役总览（下）》p67
4. 1 2 3 4  《中国人民解放军战役集成》p45
5. ↑  《中国工农红军第四方面军战史》 p164
6. ↑  . 价格比较网.   [2010-07-22] （中文）.[永久]